# Stanci (Kruševac)
Pour les articles homonymes, voir Stanci.
Stanci (en serbe cyrillique : Станци) est un village de Serbie situé sur le territoire de la Ville de Kruševac, district de Rasina. Au recensement de 2011, il comptait 331 habitants.

## Démographie

### Évolution historique de la population
| 1948 | 1953 | 1961 | 1971 | 1981 | 1991 | 2002 | 2011 |
| ---- | ---- | ---- | ---- | ---- | ---- | ---- | ---- |
| 421  | 436  | 476  | 504  | 462  | 440  | 417  | 331  |

|  |